# 愛のトリマー
『愛のトリマー』（あいのトリマー）は、SILVAの3枚目のアルバム。2002年11月7日発売。

## 概要
事務所をアロハ・プロダクションズから田辺エージェンシー、レコード会社をプライエイド・レコーズからワーナーミュージック・ジャパンにそれぞれ移籍し初のアルバム。オリジナル・アルバムとしては『Coming Out』から約2年4ヶ月ぶりとなる。

## 収録曲
1. 君のために（6:30）
  - 作詞・作曲：SILVA 編曲：K-Muto、佐々木久美、SILVA
2. コンセント（4:46）
  - 作詞：SILVA 作曲：森元康介 編曲：CHOKKAKU
3. Shampooman（4:10）
  - 作詞：SILVA 作曲：森元康介 編曲：村山晋一郎

12thシングル。
4. Arcadia（5:37）
  - 作詞・作曲：SILVA 編曲：CHOKKAKU、高尾直樹、SILVA

11thシングル、フジテレビ系ドラマ「整形美人。」挿入歌。
5. 情（4:10）
  - 作詞・作曲：SILVA 編曲：鈴木俊介、SILVA
6. メトロのように（5:13）
  - 作詞：SILVA 作曲：広瀬香美 編曲：高橋圭一

10thシングル。
7. DURA（4:34）
  - 作詞：SILVA 作曲：SILVA 編曲：鈴木俊介、SILVA
8. Sombre Dimanche（暗い日曜日）（4:33）
  - 作詞：Laszlo Javor 作曲：Rezso Seress 編曲：coba

11thシングルC/W曲、シェレシュ・レジェーのカバー、映画「暗い日曜日」テーマソング。
9. 愛のベストテン（5:16）
  - 作詞：SILVA 作曲：森元康介 編曲：森元康介、SILVA
10. 幸せな日曜日（4:28）
  - 作詞：SILVA 作曲：森元康介 編曲：佐藤直紀
11. ジプシークイーン（2:58）
  - 作詞・作曲：SILVA 編曲：LOW IQ 01
12. 愛の質問（3:41）
  - 作詞・作曲：SILVA 編曲：河合代介